# Personal responsibility, informed consensual kink

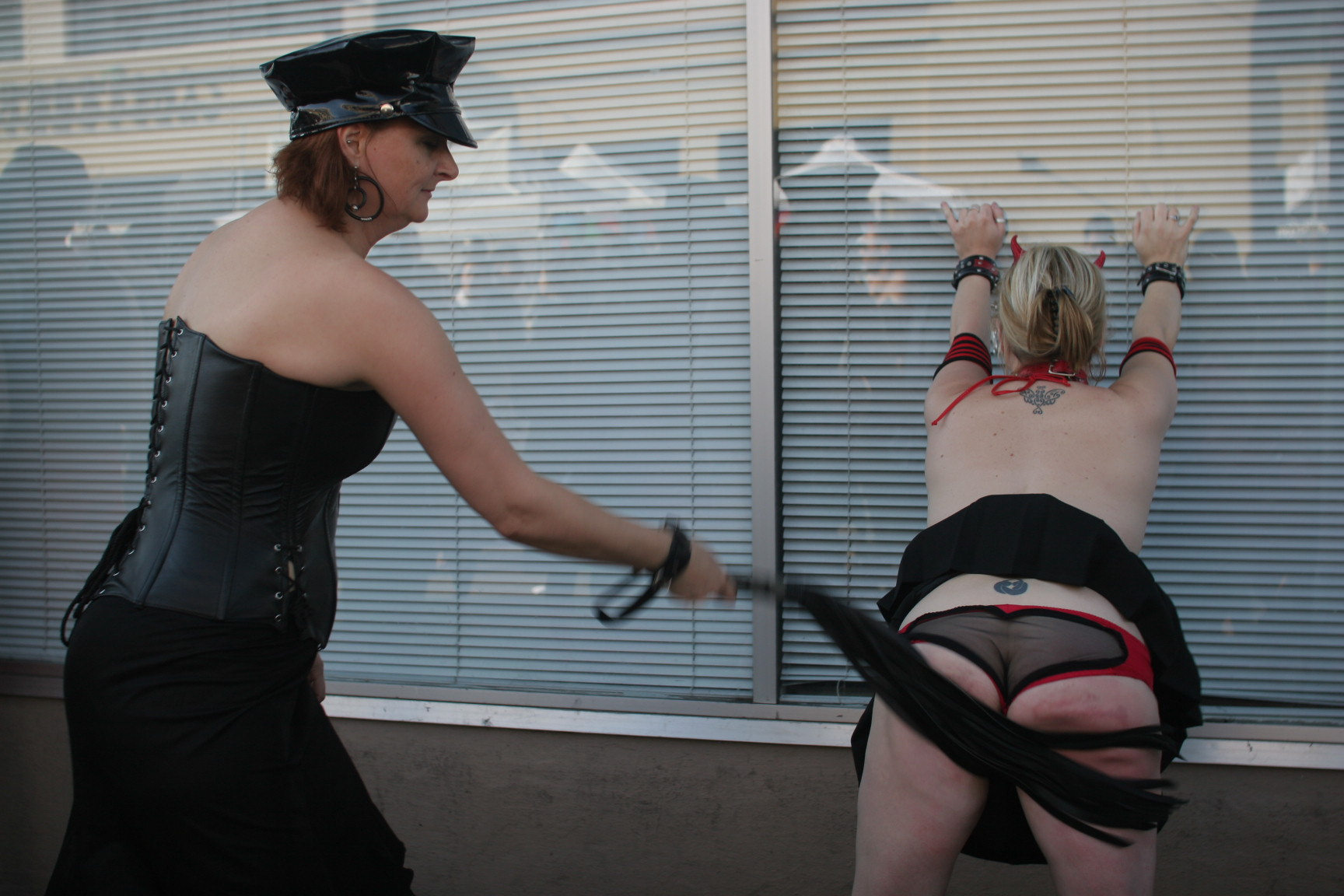
Seção de spanking. O PRICK ressalta a importância do indivíduo em saber sobre o fetiche que será praticado, incluindo suas consequências.

Personal Responsability, Informed Consensual Kink (PRICK) é um princípio do BDSM que ressalta a responsabilidade do indivíduo em estar bem informado sobre as práticas que serão realizadas e suas possíveis consequências. O termo surgiu como uma evolução do RACK.

## Histórico
Não se sabe ao certo qual é a origem da expressão, mas provavelmente ela surgiu como o RACK, em discussões online.

## Fundamentos
Os termos do PRICK foram criados para ressaltar a importância do indivíduo estar informado sobre as práticas do BDSM que serão realizadas. Portanto, uma pessoa passiva também possui responsabilidade pelo que ocorre com ela durante a cena. Eles são os seguintes:
- Responsabilidade pessoal (personal responsability): todos os participantes devem tomar responsabilidade pessoal sobre o que vai ocorrer na cena,
- Informado (informed): todos os participantes devem se informar sobre o que vai acontecer em determinada cena, incluindo sobre os riscos de determinado fetiche,
- Fetiche consensual (consensual kink): todas as atividades em uma cena devem ser consentida pelos participantes.[3]